# Rezerwat przyrody Milechowy
Rezerwat przyrody Milechowy – leśny rezerwat przyrody na terenie Chęcińsko-Kieleckiego Parku Krajobrazowego w gminie Chęciny, w powiecie kieleckim, w województwie świętokrzyskim.
- Powierzchnia: 132,33 ha[3] (akt powołujący podawał 133,73 ha)
- Rok utworzenia: 1978
- Dokument powołujący: Zarządz. MLiPD z 16.01.1978; MP. 4/1978, poz. 20
- Numer ewidencyjny WKP: 040
- Charakter rezerwatu: częściowy
- Przedmiot ochrony: zbiorowiska leśne o cechach naturalnych oraz kserotermiczne zespoły zaroślowe i murawowe z licznymi roślinami chronionymi; 8 jaskiń i schronisk skalnych, m.in. Piekło pod Małogoszczem[4].

Rezerwat leży na północny zachód od miejscowości Milechowy (sołectwo Bolmin) i obejmuje oddziały lasu 230 a, b, d, f-j, 231, 232, 233, 233 A w leśnictwie Podzamcze (obręb Dyminy, nadleśnictwo Kielce). Obszar rezerwatu obejmuje część dwóch grzbietów, z których jeden stanowi przedłużenie Grząb Bolmińskich. W rezerwacie występują następujące typy siedliskowe lasu: las mieszany wyżynny, las wyżynny, bór świeży i bór mieszany świeży.